# Clubiona venusta
Clubiona venusta este o specie de păianjeni din genul Clubiona, familia Clubionidae, descrisă de Paik, 1985. Conform Catalogue of Life specia Clubiona venusta nu are subspecii cunoscute.